# Puchar Świata w Zapasach 1976
Puchar rozegrano w dniach 29 lutego–1 marca 1976 roku w Toledo (Stany Zjednoczone).

## Styl wolny

### Ostateczna kolejność drużynowa
| Poz. | Państwo           |
| ---- | ----------------- |
|      | ZSRR              |
|      | Iran              |
|      | Stany Zjednoczone |
| 4.   | Kanada            |

### Klasyfikacja indywidualna
| Waga    |                       |                           |                       | 4                    |
| ------- | --------------------- | ------------------------- | --------------------- | -------------------- |
| 48 kg   | Sobhan Ruhi           | Anatoli Kharitonyuk       | Billy Rosado          | Gary Dunford         |
| 52 kg   | Mashallah Kahev       | Gordon Bertie             | Telman Paşayev        | Terry Hall           |
| 57 kg   | Ramezan Cheder        | Jan Gitcho                | Vladimir Dadionov     | Leo Reynes           |
| 62 kg   | Egon Beiler           | Aleksander Zera           | Lloyd Ford            | G.Poukarimi          |
| 68 kg   | Pawieł Pinigin        | Gene Davis                | Mohammad Khorrami     | Clive Llewellyn      |
| 74 kg   | Rusłan Aszuralijew    | Mansur Barzegar           | Carl Adams            | James Miller         |
| 82 kg   | Magomiedchan Aracyłow | Greg Hicks                | S.Zarafshani          | Richard Deschatelets |
| 90 kg   | Brad Rheingans        | Mohammed Bagher Taleghani | Terry Paice           | ----                 |
| 100 kg  | Iwan Jarygin          | R.Sookhtsarat             | Gregory Wojciechowski | Steve Daniar         |
| +110 kg | Sosłan Andijew        | Michael McCready          | Dawud Ajjub           | Robert Gibbons       |